# Marmilla

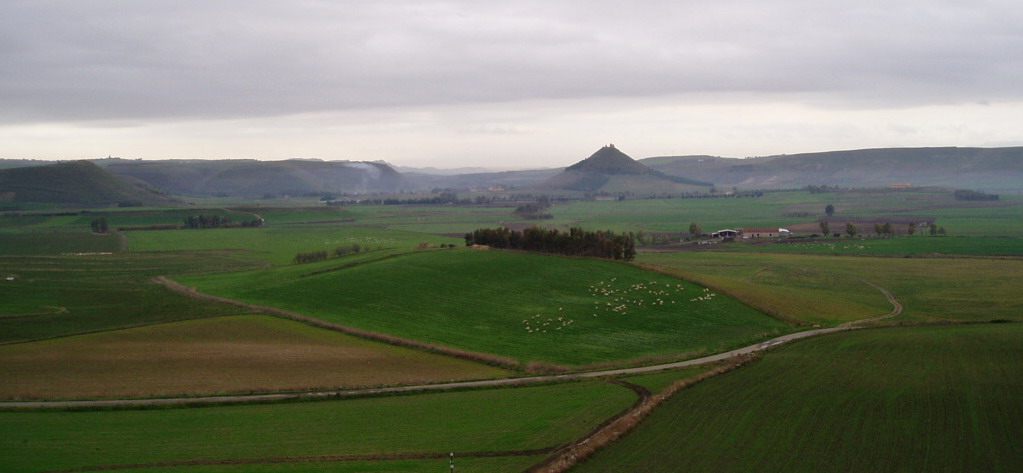
Blickrichtung Marmilla

Die Marmilla ist eine Subregion im südlichen Zentrum Sardiniens. Sie grenzt im Westen und Süden an den Campidano und im Nordosten an den Monte Arci. Sehenswert in dieser Region sind die Nuraghen Su Nuraxi bei Barumini (UNESCO-Weltkulturerbe), Nuraghe Arrubiu bei Orroli und Su Mulinu bei Villanovafranca.
Der Ursprung des Namens Marmilla kommt aus dem Italienischen „Mammella“, was übersetzt Brust bedeutet, aufgrund der rundlichen Hügel, die im Kontrast zu dem generell ebenen Gebiet stehen.